# A' Katīgoria 1982-1983
L'edizione 1982-83 della A' Katīgoria fu la 44ª del massimo campionato cipriota; vide la vittoria finale dell'Omonia, che conquista il suo dodicesimo titolo, il terzo consecutivo.

## Formula
Le 14 squadre si incontrarono in formazioni di andata e ritorno per un totale di 26 incontri; erano previsti due punti per la vittoria, uno per il pareggio, zero per la sconfitta.
Retrocessero in Seconda Divisione le ultime due classificate.

## Classifica finale
|  |    | Classifica finale   | G  | V  | N  | P  | GF | GS | DR  | Punti |
|  | -- | ------------------- | -- | -- | -- | -- | -- | -- | --- | ----- |
|  | 1  | Omonia (C)(CC)      | 26 | 16 | 6  | 4  | 52 | 17 | +35 | 38    |
|  | 2  | Anorthōsis          | 26 | 12 | 11 | 3  | 46 | 21 | +25 | 35    |
|  | 3  | APOEL               | 26 | 11 | 10 | 5  | 33 | 20 | +13 | 32    |
|  | 4  | AEL Limassol        | 26 | 12 | 7  | 7  | 29 | 21 | +8  | 31    |
|  | 5  | Pezoporikos Larnaca | 26 | 9  | 10 | 7  | 26 | 20 | +6  | 28    |
|  | 6  | Omonia Aradippou    | 26 | 11 | 6  | 9  | 34 | 34 | +0  | 28    |
|  | 7  | Alkī Larnaca        | 26 | 8  | 11 | 7  | 32 | 35 | -3  | 27    |
|  | 8  | Arīs Limassol       | 26 | 10 | 5  | 11 | 42 | 39 | +3  | 25    |
|  | 9  | EN Paralimni        | 26 | 5  | 13 | 8  | 35 | 40 | -5  | 23    |
|  | 10 | EPA Larnaca         | 26 | 8  | 6  | 12 | 22 | 33 | -11 | 22    |
|  | 11 | Apollōn Limassol    | 26 | 6  | 9  | 11 | 24 | 38 | -14 | 21    |
|  | 12 | Nea Salamis         | 26 | 6  | 8  | 12 | 28 | 39 | -11 | 20    |
|  | 13 | Olympiakos Nicosia  | 26 | 5  | 10 | 11 | 26 | 45 | -19 | 20    |
|  | 14 | APOP Paphou         | 26 | 5  | 4  | 17 | 14 | 41 | -27 | 14    |

G = Partite giocate; V = Vittorie; N = Nulle/Pareggi; P = Perse; GF = Goal fatti; GS = Goal subiti; DE = Differenza reti.
- (C): Campione nella stagione precedente
- (CC): Vince la Coppa di Cipro

### Verdetti
- Omonia Campione di Cipro 1982-83.
- APOP Paphos e Olympiakos Nicosia retrocesse in Seconda Divisione.

### Qualificazioni alle Coppe europee
- Coppa dei Campioni 1983-1984: Omonia qualificato.
- Coppa delle Coppe 1983-1984: EN Paralimni qualificato (come secondo in Coppa di Cipro).
- Coppa UEFA 1983-1984: Anotorthosis qualificato.